# Iphiaulax alluaudi
Iphiaulax alluaudi är en stekelart som beskrevs av Szepligeti 1914. Iphiaulax alluaudi ingår i släktet Iphiaulax och familjen bracksteklar. Inga underarter finns listade i Catalogue of Life.